# 台灣蕃族慣習研究
台灣蕃族慣習研究，八卷，岡松參太郎著。全卷分蕃族概況，父系之義、母系之意和親族、家族、家族制、婚姻制三編。第一卷至第四卷為第一編；第五卷為第二編，第六卷至第八卷為第三編。
本書出版於蕃族調查報告書與蕃族慣習報告書之後，其著者又為舊慣會的主要主持人岡松參太郎。此後來居上的著作對舊慣會之統一性和重要性自不待言。本書之完成，據岡松在他的序言裡說的很清楚，悉取自報告書，故本書之第一編之內容，與報告書無甚差異。
岡松一開始幾乎不承認「蕃族」慣習調查有其價值，因此，「蕃族」慣習調查在調查會內部並不居於正統地位，而僅屬於「傍系」。調查結果刊行兩本報告書：《臨時臺灣舊慣調查會第一部蕃族調查報告書》八冊及《臨時臺灣舊慣調查會第一部蕃族慣習調查報告書》五卷八冊。調查會還刊行森丑之助調查編修的《臺灣蕃族圖譜》二卷。
岡松後因對母系社會的關心，在前兩書的基礎上，撰寫《臺灣蕃族慣習調查》八卷。此一調查可以說是日本最早的綜合性人類學研究，就高山族文化人類學調查之基礎的意義而言，可說是優異的作品。岡松復述此等材料，旨在引其父系主義、母系主義及親族、家族、家族制、與婚姻制之主題。
關於第二編及第三編內容，岡松說：「第二編為本研究之主眼。吾人信以為蕃族之慣習實為法制史上與社會史上不可忽視之貴重材料，有供作解決千古疑問之價值者也。第三編補足第一編之記述，同時敷衍第二編之結論。即一方面可作為第二編親系、婚姻及其他主義之議論根據，另一方面表示與各種主義同時並存或由各種主義所生出之親族、家族及婚姻制度之組織和內容等而究明成為此等制度之基礎之東洋族制的真相。」